# Мікроктенопома
Мікроктенопома (Microctenopoma) — африканський рід порівняно дрібних лабіринтових риб з родини анабасових (Anabantidae).

## Поширення
Основний район розселення мікроктенопом — це тропічні драговини та болота західної частини Центральної Африки. Більшість видів зустрічається в басейні річки Конго, вони переважно обмежуються лісовою зоною. Цей регіон утворює Конголезьку іхтіофауністичну провінцію, яка має найбагатшу в Африці рибну фауну. Відомо лише декілька видів, що водяться виключно за межами басейну річки Конго. Це, зокрема, M. damasi з озера Едуард та M. pekkolai з Білого Нілу, M. intermedium, M. steveboyesi та M. stevenorrisi зустрічаються в басейні верхнього Конго, а також далі на південь, в басейнах річок Кванза, Окаванго, Замбезі до Квазулу-Наталя в Південній Африці.
Окремі види Microctenopoma чітко прив'язані до певного району існування. Наприклад, M. ansorgii, M. fasciolatum і M. nanum невідомі або рідко зустрічаються за межами дощових лісів, а M. milleri, M. uelense, M. intermedium, M. lineatum, навпаки, відсутні або в кращому випадку погано представлені в лісовому поясі.

## Філогенетичні зв'язки
Раніше мікроктенопоми зараховувались до роду Ctenopoma. Проте ще 1976 року М. Елсен на підставі відмінностей у морфології (особливості будови скелета, лабіринтового органа, плавального міхура) розділив цей рід на 3 групи видів: C. multispine, C. petherici і C. congicum. Представників кожної з них легко розрізнити навіть на перший погляд, і кожен з видів роду Ctenopoma в старому широкому розумінні за морфологічними ознаками можна віднести до однієї з цих трьох груп. Кожна група видів виявляється монофілетичною. 1995 року був створений рід Microctenopoma. До його складу увійшли види, раніше включені до групи C. congicum.
Рід Microctenopoma утворює окрему кладу в складі родини Anabantidae. Її монофілія підтверджується низкою унікальних морфологічних, фізіологічних та поведінкових ознак, які помітно контрастують з іншими анабантидами. Трубчастий плавальний міхур у мікроктенопом має лише одне розширення, розташоване спереду й пов'язане із задньою стінкою надзябрової (супраранхіальної) порожнини. До морфологічних особливостей роду належить також пара тісно розташованих пор на голові (решта анабантид має лише одну пору). На відміну від представників роду Ctenopoma, самці мікроктенопом не мають контактних органів. Лабіринтовий орган добре розвинений.
Мікроктенопоми часто мають яскраве забарвлення й відзначаються сильним статевим диморфізмом. Самці більші за самок, мають характерний малюнок і яскраве забарвлення, особливо виразне в період нересту, а ще подовжені й загострені на кінці спинний, анальний і черевні плавці.
Мікроктенопом відзначає складний спосіб залицяння, самці утворюють і захищають території, в межах яких під поверхнею води споруджують гнізда з бульбашок; ікра плавуча. Виявляють батьківське піклування — самець охороняє ікру в гнізді поки з неї не виведуться мальки.
Були досліджені каріотипи восьми видів африканських анабасових: 5 видів з роду Ctenopoma (C. acutirostre, C. muriei, C. ocellatum, C. petherici, Ctenopoma sp.) і 3 види з роду Microctenopoma (M. ansorgei, M. congicum, M. pekkolai). Отримані дані чітко підтверджують окремішність родів Ctenopoma і Microctenopoma.
Види Microctenopoma найтісніше пов'язані з кладою висококотілих видів групи C. petherici. Відділення клади Microctenopoma від роду Ctenopoma, за анабантоїдною хронограмою, заснованою на аналізі набору даних mtDNA60, сталося в добу пізнього олігоцену (28,5-23,8 млн років тому).

## Склад роду
Рід Мікроктенопома включає такі види:
- Microctenopoma ansorgii  (Boulenger, 1912) — ктенопома Анзорга; максимальна загальна довжина 8 см; Республіка Конго, захід Демократичної Республіки Конго, північ Анголи (Кабінда);
- Microctenopoma congicum  (Boulenger, 1887) — конголезька ктенопома; максимальна загальна довжина 8,5 см; захід Демократичної Республіки Конго, південь Центральноафриканської Республіки, Республіка Конго, північ Анголи (Кабінда), Габон;
- Microctenopoma damasi  (Poll & Damas, 1939) — ктенопома Дама; максимальна загальна довжина 7,2 см; басейн озера Едвард (схід Демократичної Республіки Конго, Уганда;
- Microctenopoma fasciolatum  (Boulenger, 1899) — смугаста ктенопома; максимальна загальна довжина 8 см; Демократична Республіка Конго, Республіка Конго, Камерун;
- Microctenopoma intermedium  (Pellegrin, 1920) — максимальна загальна довжина 6,2 см; Замбія, південь Демократичної Республіки Конго, схід Анголи та Намібії, Ботсвана, Малаві, Мозамбік, південний захід Південно-Африканської Республіки;
- Microctenopoma lineatum  (Nichols, 1923) — максимальна стандартна (без хвостового плавця) довжина 5,6 см; Центральноафриканська Республіка, північ Демократичної Республіки Конго;
- Microctenopoma milleri  (Norris & Douglas, 1991) — ктенопома Міллера; максимальна стандартна довжина 4,6 см; захід Демократичної Республіки Конго (провінція Центральне Конго);
- Microctenopoma nanum  (Günther, 1896) — карликова ктенопома; максимальна загальна довжина 7,5 см; Камерун, Екваторіальна Гвінея, Габон, Республіка Конго, Демократична Республіка Конго, північ Анголи (Кабінда);
- Microctenopoma nigricans  Norris, 1995 — максимальна стандартна довжина 6,8 см; басейни Касаї та Санкуру (Демократична Республіка Конго);
- Microctenopoma ocellifer  (Nichols, 1928) — максимальна стандартна довжина 4,5 см; південний схід Демократичної Республіки Конго (Катанга);
- Microctenopoma pekkolai  (Rendahl, 1935) — ктенопома Пекколи; максимальна стандартна довжина 3,6 см; басейн Білого Нілу (Південний Судан);
- Microctenopoma steveboyesi  Skelton, Stauffer, Chakona & Wisor, 2021 — мікроктенопома Бойса; східна Ангола;
- Microctenopoma stevenorrisi  Skelton, Stauffer, Chakona & Wisor, 2021 — мікроктенопома Норріса; Ангола;
- Microctenopoma uelense  Norris & Douglas, 1995 — уеленська мікроктенопома; максимальна стандартна довжина 6 см; північний схід Демократичної Республіки Конго; південний захід Південного Судану.

Представники роду Microctenopoma об'єднуються щонайменше в дві морфологічні групи. Найбільшим є так званий комплекс Microctenopoma nanum (M. nanum, M. milleri, M. intermedium, M. uelense, M. lineatum), представники якого мають дуже схожі морфометричні та меристичні показники, а в молодому віці характерну пляму у вигляді ока на хвостовому стеблі. Два мініатюрних види Microctenopoma ansorgei та M. damasi мають більшу кількість променів у плавцях, ніж інші представники роду. Однак ці два види не схожі між собою за морфометрією та кольорами й малюнком забарвлення. Microctenopoma congicum і M. fasciolatum утворюють пару дуже схожих видів, вони мають спільні елементи забарвлення, меристику плавців та параметри морфометрії голови, їхня таксономічна диференціація є важкою. Є ще декілька видів з нечітким таксономічним статусом, серед них M. pekkolai з Білого Нілу, M. ocellifer з озера Упемба.

## Опис
Максимальна стандартна (без хвостового плавця) довжина дорослих екземплярів не перевищує 70 мм. Тіло видовжене, його висота в три і більше разів менша за стандартну довжину. Бічна лінія розірвана, з верхньою та нижньою частинами. Риби мають великі очі, кінцевий рот та неспеціалізовані конічні зуби. Тіло повністю вкрите лускою, 25-28 лусок у бічному ряді. Черевні плавці довгі. 14 сегментованих променів у хвостовому плавці. Перші епібранхіальні елементи зябрових дуг сильно збільшені й утворюють надзябровий допоміжний орган дихання — лабіринтовий апарат.

## Спосіб життя
Як і інші лабіринтові риби, мікроктенопоми зазвичай зустрічаються у водоймах з дефіцитом кисню, таких як болота, застійні частини річок, затоплені луки або ділянки лісу. Повітряне дихання дозволяє їм жити в середовищах існування, які уникає більшість інших риб.
Мікроктенопоми — всеїдні риби, але перевагу надають їжі тваринного походження, харчуються переважно водними та наземними безхребетними.
Представники роду Microctenopoma демонструють спеціалізовану стратегію розмноження, яка включає складне залицяння, будівництво гнізда з піни та догляд за потомством. Цим вони нагадують багатьох відомих лабіринтових риб з родини Осфронемових, яких тримають в акваріумах. У період нересту самці помітно темнішають і споруджують біля поверхні води ефемерні гнізда з бульбашок, вкритих слизом, що виділяється із ротової порожнини. Самець агресивно захищає свою територію. Коли гніздо буде готове, він намагається заманити до нього самку, демонструючи їй свої розправлені плавці. Залицяння тривалі. Риби кружляють під гніздом, поки самець не стисне самку в U-подібному вигині свого тіла. Самка при цьому лежить горизонтально. За кожен акт відкладається й запліднюється порція ікри. Ікринки спливають до поверхні, самець збирає їх і вкладає до гнізда. Спаровування неодноразово повторюються. Самець охороняє гніздо й доглядає за кладкою поки не виведуться мальки.

## Утримання в акваріумі
Деяких представників роду час від часу завозять до акваріумів. Це зокрема Ctenopoma nanum, Ctenopoma ansorgei, Ctenopoma congicum, Ctenopoma fasciolatum.